# Gaspar Rosety
Gaspar Rosety Menéndez (Madrid, 29 de julio de 1958-ibidem, 6 de marzo de 2016) fue un periodista español.

## Biografía
Nació en Madrid y a los 20 días se marchó a Gijón. A sus 16 años, en 1974, falleció su padre, por lo que su hermano Manolo se convirtió en su «mentor». Comenzó su carrera en Radio Gijón en 1975, ejerciendo a la vez como jefe de deportes del diario El Noroeste, para pasar a continuación a Radio Intercontinental de Madrid en 1979, en 1982 fichó por Antena 3 Radio con José María García al que acompañó en 1992 a la COPE. En 1997 dio el salto en solitario a Cadena Radio Voz, donde ejerció como director de deportes y adjunto al consejero-delegado. 
Compartió este tiempo con el ejercicio del periodismo de investigación en Diario 16, y columnas en La Voz de Galicia y en La Hoja del Lunes de Gijón. En 1998, fue designado por la FIFA narrador oficial de la Copa Intercontinental de Tokio. Llevó a cabo colaboraciones con el diario Marca y Telemadrid antes de ser nombrado director de medios y, en 2007, adjunto a la Presidencia del Real Madrid Club de Fútbol. Ocupó el cargo hasta junio de 2009 cuando se incorporó a la Real Federación Española de Fútbol, inicialmente como director de medios y posteriormente como asesor de presidencia con Ángel María Villar.
Rosety era licenciado en periodismo por la Universidad Europea de Madrid, máster Internacional en Derecho y Gestión del deporte por el Instituto Superior de Derecho y Economía (ISDE), máster en Derecho del Deporte por el Instituto Nacional de Educación Física de Cataluña (INEFC) de Lérida y en enero de 2014 fue elegido presidente de la Asociación de Derecho Deportivo de Madrid. 
En los últimos años fue asesor de presidencia de la Real Federación Española de Fútbol y miembro del claustro de la Facultad de Artes y Comunicación de la Universidad Europea de Madrid, además de columnista de los diarios La Razón y La Voz de Galicia.
Rosety falleció el 6 de marzo de 2016 a los 57 años, como consecuencia de una hemorragia cerebral que había sufrido días antes.